# Y Mỹ
Y Mỹ (chữ Hán giản thể: 伊美区âm Hán Việt: Y Mỹ khu) là một quận thuộc địa cấp thị Y Xuân, tỉnh Hắc Long Giang, Cộng hòa Nhân dân Trung Hoa.